# Нижньокаліфорнійська пустеля
Нижньокаліфорнійська пустеля (ідентифікатор WWF: NA0301) — неарктичний екорегіон пустель і склерофітних чагарників, розташований на Каліфорнійському півострові на північному заході Мексики.

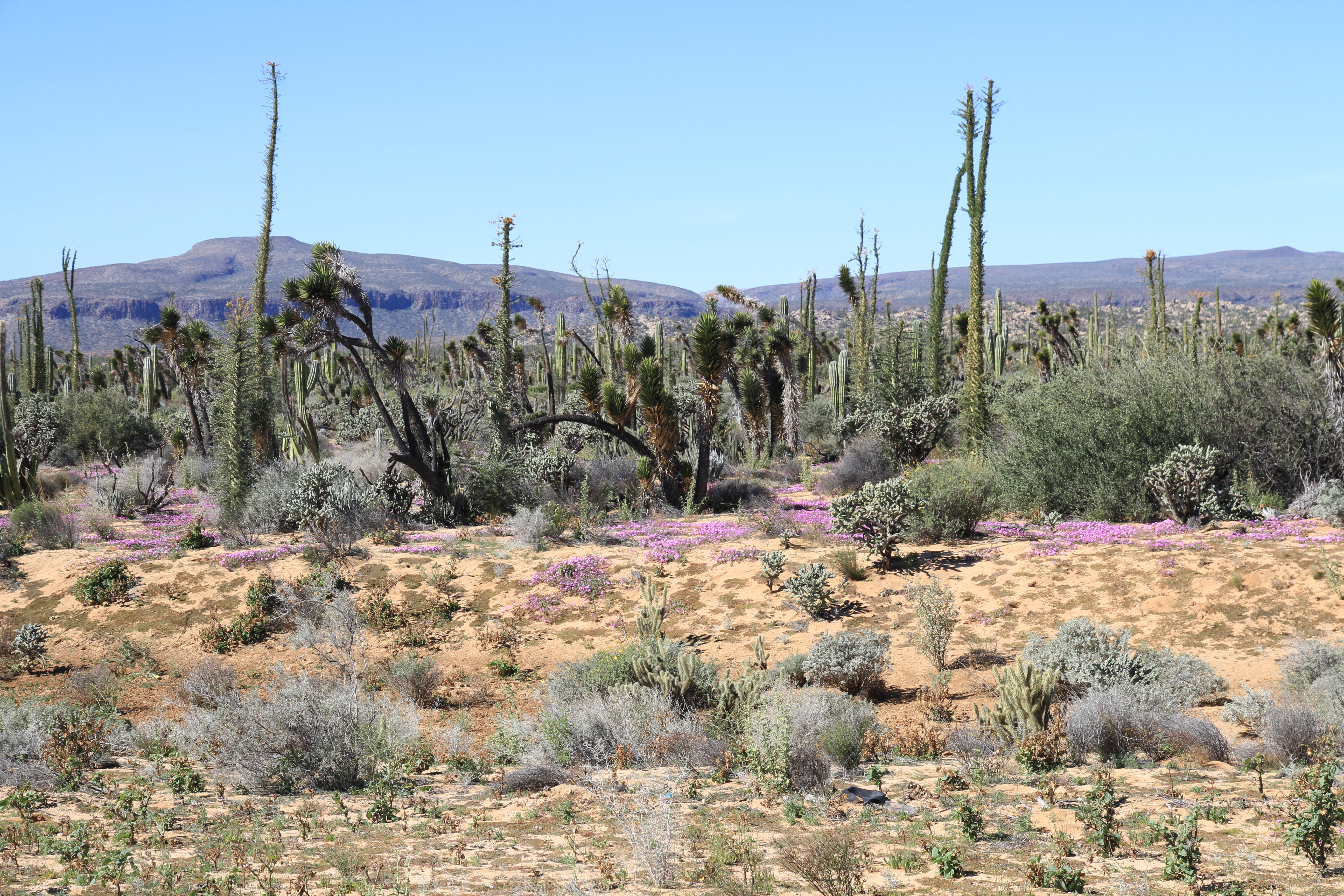
Ландшафт заповідника Вальє-де-лос-Сіріос

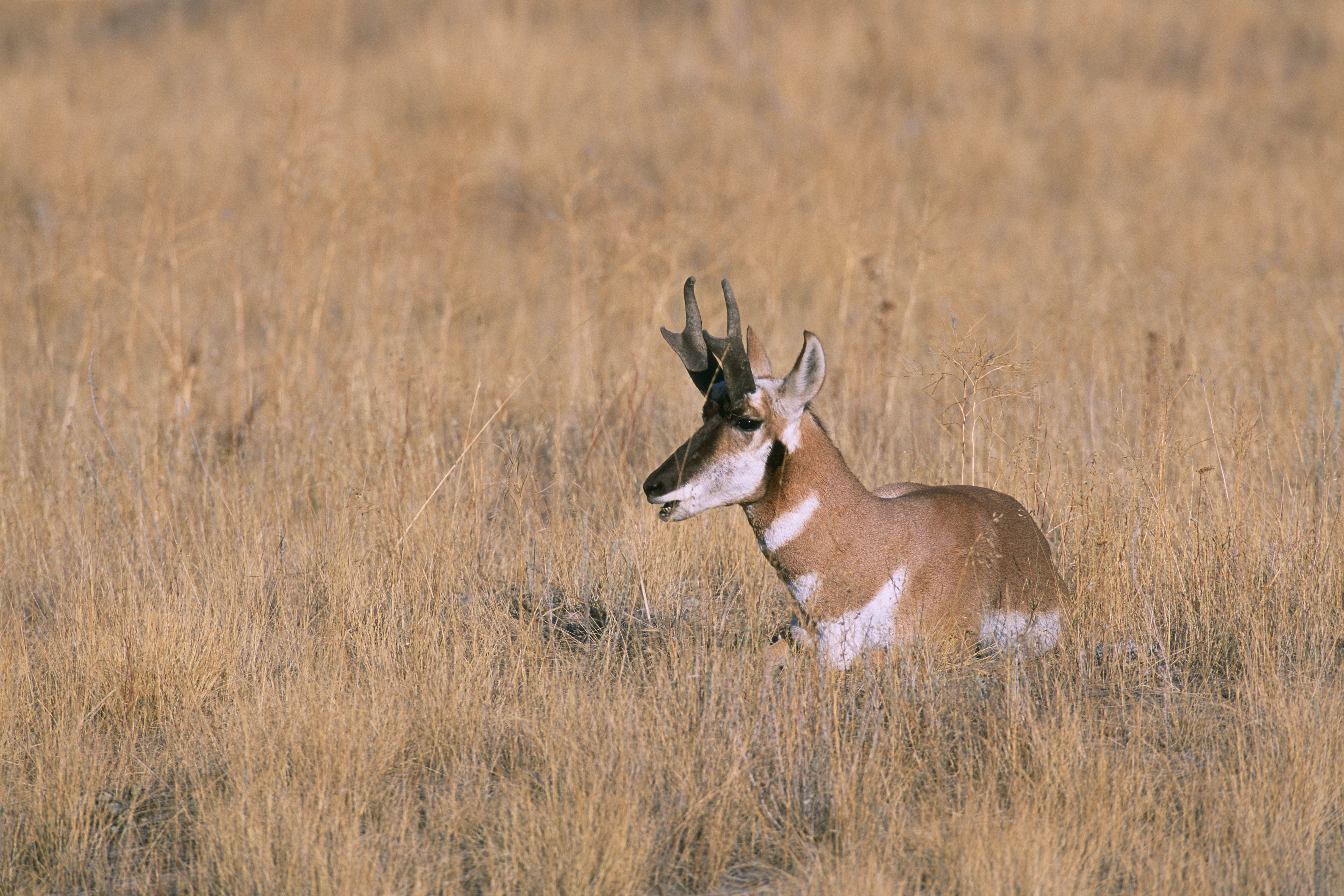
Півострівний вилоріг (Antilocapra americana peninsularis)

## Географія
Екорегіон Нижньокаліфорнійської пустелі простягається з півночі на південь через західну частину Каліфорнійського півострова, приблизно між 31° та 24° північної широти. Він охоплює територію площею 76 296 км² та займає більшу частину мексиканських штатів Нижня Каліфорнія та Південна Нижня Каліфорнія.
Із заходу Нижньокаліфорнійська пустеля омивається водами Тихого океану. Вздовж тихоокеанського узбережжя зустрічаються великі ділянки прибережних дюн. Далі на схід лежать рівнини, висота яких коливається від 300 до 600 м над рівнем моря, а ще далі — гори Півострівних хребтів, висота яких становить 1000-1500 м над рівнем моря.
Гори Півострівних хребтів, що простягаються з півночі на південь через центральну частину Каліфорнійського півострова, є частиною Берегових хребтів, які, у свою чергу, є найзахіднішою частиною Північноамериканських Кордильєр. Їх основу складають офіоліти, породи океанічної кори, які були насунуті на континентальну кору, та містять велику кількість ультрамафічних порід, зокрема серпентинітів.
Постійні водні потоки в екорегіоні практично відсутні, натомість тут зустрічаються численні сезонні потоки, які наповнюються водою після сильних дощів. У каньйонах та біля підніжжя гір, де підземні води виходять на поверхню, трапляються джерела та оази.
На східних схилах Півострівних хребтів та на півдні півострова Каліфорнія Нижньокаліфорнійська пустеля переходить у склерофітні чагарники Каліфорнійської затоки, на півночі — у чапараль прибережних районів Каліфорнії, а на північному сході — у пустелю Сонора. Високогір'я Півострівних хребтів, розташовані на півночі Нижньої Каліфорнії, є частиною екорегіону сосново-дубових лісів Сьєрра-де-Хуареса та Сьєрра-де-Сан-Педро-Мартира. У прибережних районах на південному заході екорегіону трапляються ділянки мангрів.

## Клімат
У Нижньокаліфорнійській пустелі переважає субтропічний пустельний клімат (BWh за класифікацією кліматів Кеппена), який характеризується спекотним літом та переважно м'якою зимою. Взимку температура іноді опускається нижче 0 °C, але влітку у внутрішніх районах Каліфорнійського півострова вона може перевищувати 40 °C. Узбережжя Тихого океану характеризується більш прохолодним кліматом завдяки впливу холодної Каліфорнійської течії. У деяких прибережних районах температура влітку рідко перевищує 25 °C. Також близькість до океану призводить до більш-менш стабільної температури протягом дня.
Опадів в регіоні випадає мало, від менш ніж 50 мм у найпосушливіших районах до 300 мм у високогір'ях Півострівних хребтів. Опади мають яскраво виражений сезонний характер: пік літнього сезону дощів припадає на серпень-вересень, зимовий сезон дощів триває з грудня по лютий, а яскраво виражений сухий сезон майже без дощів — з березня по червень. Північ регіону має більший вплив середземноморського клімату, коли більше половини річної кількості опадів випадає взимку. З просуванням на південь зима стає сухішою, а літо вологішим, а на південному краю екорегіону приблизно 2/3 опадів випадають наприкінці літа. Загалом центральна частину екорегіону є найпосушливішою.
Незважаючи на низьку кількість опадів, завдяки близькості до океану у Нижньокаліфорнійській пустелі часто трапляються густі тумани та спостерігається висока відносна вологість, яка рідко опускається нижче 50 %. Крім того, хмарність у найспекотніші місяці вища, ніж у більшості інших пустельних регіонів, таких як пустеля Сонора. Рідко в екорегіоні трапляються сильні тропічні шторми, коли протягом одного дня може випасти більше опадів, ніж в середньому за рік.

## Флора
Рослинний покрив Нижньокаліфорнійської пустелі представлений склерофітними чагарниками, видовий склад та структура яких залежать від висоти над рівнем моря, кількості опадів та ґрунтів.
На вулканічних ґрунтах у горах Півострівних хребтів зростають сукулентні дерева та кущі, зокрема камфорові амброзії (Ambrosia camphorata) та паросткові астрагали (Astragalus prorifer), а також різноманітні кактуси (Cactaceae) та інтродуковані звичайні грабельки (Erodium cicutarium). Химерні колоноподібні фук'єрії (Fouquieria columnaris), також відомі як дерева буджум, є майже ендемічними представниками екорегіону, які зустрічаються на висоті до 1200 м над рівнем моря. Серед білих гранітних брил або чорних лавових скель зустрічаються покручені та роздуті нижньокаліфорнійські слонові дерева (Pachycormus discolor), велетенські мексиканські кардони (Pachycereus pringlei) або слонові кактуси, найбільші кактуси у світі, що виростають до 19 м заввишки, нижньокаліфорнійські скельні фікуси (Ficus petiolaris) та мексиканські блакитні пальми (Brahea armata).
На територіях, які були затоплені водами Тихого океану в епоху міоцену (від 23 до 5,3 мільйонів років тому), поширені галофіти (стійкі до солі рослини), зокрема магдаленські амброзії (Ambrosia magdalenae), віскаїнські агави (Agave vizcainoensis), юки датілільйо (Yucca valida), кислі пітаї (Stenocereus gummosus) та чагарникові мюленбергії (Muhlenbergia porteri). Серед піщаних дюн зростають креозотові кущі (Larrea tridentata), лутиги Барклі (Atriplex barclayana), пустельні ваточники (Asclepias subulata) та тридільні ніколлетії (Nicolletia trifida). Час від часу після дощів рівнини вкриваються полями квітучих еферемних однорічників.
Каліфорнійський півострів є відносно ізольованим, що обмежує потік генів між популяціями рослин та тварин. Рослини тут змушені пристосовуватися до несприятливих екологічних умов, від спекотних та сухих піщаних дюн до малородючих гірських ґрунтів. Як наслідок, близько 23 % видів рослин, поширених на півострові, є ендеміками. Особливо високий рівень ендемізму спостерігається серед представників родин Глухокропивові (Lamiaceae) та Фук'єрієві (Fouquieriaceae). Серед інших ендеміків Нижньокаліфорнійської пустелі слід відзначити повзучого диявола (Stenocereus eruca) — вид кактусів, поширений на тихоокеанському узбережжі Південної Нижньої Каліфорнії, де він утворює великі колонії. Загалом в екорегіоні зустрічається близько 500 видів рослин.

## Фауна
У Нижньокаліфорнійській пустелі зустрічається близько 50 видів ссавців та понад 200 видів птахів. Серед поширених в регіоні великих ссавців слід відзначити чорнохвостого оленя (Odocoileus hemionus), пустельного товсторога (Ovis canadensis nelsoni) та рідкісного півострівного вилорога (Antilocapra americana peninsularis), популяція якого нараховує близько 500 особин. Ці тварини є здобиччю для найбільшого хижака Каліфорнійського півострова — північноамериканської пуми (Puma concolor couguar).
В пустелях екорегіону зустрічаються численні дрібні ссавці, зокрема великовухі зайці (Lepus californicus), каліфорнійські кролики (Sylvilagus bachmani), пустельні кролики (Sylvilagus audubonii), каліфорнійські ховрахи (Otospermophilus beecheyi), білохвості піщані ховрахи (Ammospermophilus leucurus), гоферчики Ботти (Thomomys bottae), сан-дієгські кенгурові стрибуни (Dipodomys simulans), кенгурові стрибуни Мерріама (Dipodomys merriami), оленячі миші Гамбела (Peromyscus gambelii), північнонижньокаліфорнійські оленячі миші (Peromyscus fraterculus), лісові хом'яки Браянта (Neotoma bryanti), сан-дієгські торбомиші (Chaetodipus fallax), нижньокаліфорнійські торбомиші (Chaetodipus rudinoris), пустельні миші Єви (Peromyscus eva), кактусові миші (Peromyscus eremicus) та пустельні сірі бурозубки (Notiosorex crawfordi). Ці тварини є здобиччю для місцевих хижаків — рудих рисей (Lynx rufus), койотів (Canis latrans), сірих лисиць (Urocyon cinereoargenteus), довговухих лисиць (Vulpes macrotis), американських борсуків (Taxidea taxus), західних плямистих скунсів (Spilogale gracilis), північноамериканських котофредок (Bassariscus astutus) та звичайних ракунів (Procyon lotor). Ендеміками екорегіону є сан-кінтінські кенгурові стрибуни (Dipodomys gravipes), що живуть на порослих кактусами схилах на заході Нижньої Каліфорнії, та нижньокаліфорнійські ховрахи (Otospermophilus atricapillus), що живуть у горах на півночі Північної Нижньої Каліфорнії.
Серед птахів, що зустрічаються у Нижньокаліфорнійській пустелі, слід відзначити каліфорнійську перепелицю (Callipepla californica), білокрилу зенаїду (Zenaida asiatica), пустельного канюка (Parabuteo unicinctus), беркута (Aquila chrysaetos), сапсана (Falco peregrinus), скопу (Pandion haliaetus), аргентинську каракару (Caracara plancus), американського сича (Athene cunicularia), мексиканського сичика-ельфа (Micrathene whitneyi), каліфорнійську таязуру-подорожника (Geococcyx californianus), чорнощокого пораке (Phalaenoptilus nuttallii), білогорлого серпокрильця (Aeronautes saxatalis), аметистовоголову каліпту (Calypte costae), каліфорнійську гілу (Melanerpes uropygialis), каліфорнійську сойку (Aphelocoma californica), чорного феба (Sayornis nigricans), американського сорокопуда (Lanius ludovicianus), американського ремеза (Auriparus flaviceps), рогатого жайворонка (Eremophila alpestris), саванову вівсянку (Passerculus sandwichensis), каліфорнійського тауї (Melozone crissalis), саванову вівсянку (Passerculus sandwichensis), чорногорлу вівсянку-пустельницю (Amphispiza bilineata), червоногорлого кардинала (Cardinalis sinuatus), чорного чубака (Phainopepla nitens), пальмового трупіала (Icterus parisorum), кактусового різжака (Campylorhynchus brunneicapillus), каліфорнійську комароловку (Polioptila californica), пустельного тремблера (Toxostoma lecontei) та майже ендемічного сірого тремблера (Toxostoma cinereum). 
У лагунах на узбережжі Тихого океану, зокрема у лагуні Охо-де-Льєбре, лагуні Сан-Ігнасіо та на узбережжі затоки Магдалена, зимують мільйони водоплавних птахів. Також тут утворюють лежбища тихоокеанські звичайні тюлені (Phoca vitulina richardsi), каліфорнійські морські леви (Zalophus californianus) та північні морські слони (Mirounga angustirostris). У водах Тихого океану поблизу узбережжя Каліфорнійського півострова зустрічаються сірі кити (Eschrichtius robustus), сині кити (Balaenoptera musculus) та білобокі дельфіни (Delphinus delphis), а на пляжах екорегіону відкладають яйця рідкісні морські черепахи — шкірясті черепахи (Dermochelys coriacea), бісси (Eretmochelys imbricata), зелені черепахи (Chelonia mydas) та оливкові черепахи (Lepidochelys olivacea). 
Герпетофауна Нижньокаліфорнійської пустелі характеризується високим рівнем ендемізму. Серед ендемічних або майже ендемічних плазунів, поширених в екорегіоні, слід відзначити віскаїнську зеброхвосту ігуану (Callisaurus draconoides crinitus), нижньокаліфорнійську комірцеву ігуану (Crotaphytus vestigium), нижньокаліфорнійську шипохвосту ігуану (Ctenosaura hemilopha), нижньокаліфорнійську колючу ігуану (Sceloporus zosteromus), нижньокаліфорнійську кам'яну ігуану (Petrosaurus repens), нижньокаліфорнійську кущову ящірку (Urosaurus lahtelai), каліфорнійську кущову ящірку (Urosaurus nigricauda), нижньокаліфорнійського батогохвоста (Aspidoscelis labialis), нічну ящірку Віггінса (Xantusia wigginsi), нижньокаліфорнійську безногу ящірку (Anniella geronimensis), звичайного двонога (Bipes biporus), нижньокаліфорнійського листопалого гекона (Phyllodactylus xanti), півострівного листопалого гекона (Phyllodactylus nocticolus) та півострівну блискучу змію (Arizona pacata). Крім того, серед безхребетних тварин, поширених в екорегіоні, бджоли, скорпіони та павуки демонструють дуже високий рівень ендемізму.

## Збереження
Нижньокаліфорнійська пустеля є однією з найбільш недоторканих пустель Мексики. Тим не менш, лише 8 % екорегіону поза межами природоохоронних територій є відносно незайманими. У багатьох районах велика рогата худоба витіснила чорнохвостих оленів та товсторогів, а популяція пуми скоротилася внаслідок надмірного полювання. Видобуток солі, основна промислова діяльність, що ведеться в регіоні, негативно впливає на розмноження та міграцію сірих китів. Значною загрозою є деградація природних пасовищ внаслідок надмірного випасу худоби та поширення інвазивної буйволової трави (Cenchrus ciliaris).
Оцінка 2017 року показала, що 45 940 км², або 60 % екорегіону, є заповідними територіями. Природоохоронні території включають: Біосферний заповідник Ель-Віскаїно, найбільший природний заповідник Мексики площею 24 930 км², та Заповідник флори і фауни Вальє-де-лос-Сіріос. У 1993 році Біосферний заповідник Ель-Віскаїно був внесений до списку Світової спадщини ЮНЕСКО.